# NGC 1391
NGC 1391 é uma galáxia {{{typ}}} localizada na direcção da constelação de Eridanus. Possui uma declinação de -18° 21' 16" e uma ascensão recta de 3 horas, 38 minutos e 52,9 segundos.
A galáxia NGC 1391 foi descoberta em 1886 por Frank Leavenworth.